# Rickèttsia
Rickèttsia (Rickettsia) és un gènere de bacteris, col·lectivament anomenats rickèttsies en honor del metge nord-americà Howard Taylor Ricketts (1871-1910), que pertany a la família Rickettsiaceae (junt amb els gèneres Orientia i Wolbachia). Les rickèttsies són paràsits intracel·lulars obligats, molt petits, gram-negatius i no formen espores. Es poden presentar com cocs, bacils o filaments (aquests de 10 μm de llarg). En temps passats eren considerats organismes intermedis entre els virus i els bacteris. Per sobreviure, depenen de l'entrada, el creixement i la replicació en el citoplasma de les cèl·lules hoste. Les rickèttsies són bacteris aerobis sense paret cel·lular que poden ser controlades amb antibiòtics. La majoria són sensibles als antibiòtics del grup de la tetraciclina, no creixen bé en els cultius i presenten abundants reaccions serològiques creuades entre elles. Les rickèttsies normalment viuen en àcars, paparres, puces i polls, que actuen com a vectors en la transmissió de dits bacteris. El seu cicle vital es manté infectant diferents espècies de mamífers, sent l'home un hoste accidental (amb l'excepció de R. prowazekii). Molts bacteris del gènere són considerats avui dia exemples paradigmàtics de patògens emergents.

## Rickettsiosis
Molts bacteris d'aquest gènere són l'origen de malalties infeccioses (rickettsiosis) que arriben als humans a través d'aerosols, mossegades, picades, esgarrapades o aigües i aliments contaminats. Per exemple: el tifus clàssic (també anomenat tifus exantemàtic epidèmic, tifus europeu o malaltia del poll verd, causat per Rickettsia prowazecki i transmès per un important vector de patògens, el poll Pediculus humanus humanus), el tifus murí (causat per Rickettsia typhi) i la febre de les Muntanyes Rocoses (causada per Rickettsia rickettsii).
Rickettsia parkeri, descoberta l'any 1937 i transmesa per paparres del gènere Amblyomma, no fou considerada un patogen fins al 2004. És responsable d'un nombre creixent de lesions cutànies i quadres de febre maculosa en els EUA i diversos països d'Amèrica del Sud. Rickettsia australis és l'agent causal del 'tifus de les paparres de Queensland', una rickettsiosi endèmica a àmplies zones de la costa est d'Austràlia. Té el seu reservori en petits marsupials i es transmet per la mossegada de paparres del gènere Ixodes. Rickettsia akari provoca la rickettsiosi exantemàtica, una malaltia que té trets compartits amb el tifus epidèmic i la febre maculosa, a través de l'àcar del ratolí domèstic Liponyssoides sanguineus.
Rickettsia conorii és l'origen de la febre botonosa (del francès bouton, botó) mediterrània, una rickettsiosi greu caracteritzada per una peculiar escara negra en el punt d'inoculació del microorganisme. El seu vector prevalent és la paparra marró del gos, Rhipicephalus sanguineus un ectoparàsit cosmopolita. A la península Ibèrica és la rickettsiosi més freqüent. Pot provocar miocarditis, rabdomiòlisi, polieuropatia i encefalitis. Si bé Rickettsia slovaca fou aïllada en paparres del gènere Dermacentor (paparres dures) el 1968 a Eslovàquia, la primera identificació del bacteri en un pacient humà va ser per efectuada anys més tard per microbiòlegs francesos utilitzant la tècnica de la PCR. És la principal rickèttsia causant de la limfadenopatia transmesa per paparres (TIBOLA, segons el seu acròstic en anglès). La taxa de seroprevalença de TIBOLA entre la població catalana està estimada en un 5,5% i existeix l'opinió que podria ser una malaltia infradiagnosticada a l'Estat espanyol, tant per manca de sospita clínica com per dificultat d'accedir als tests diagnòstics específics necessaris. Els porcs senglars tenen un paper important en l'epidemiologia de R. eslovaca a la nostra àrea geogràfica.
Abans es creia que l'espècie Rickettsia helvetica no era perillosa pels humans. Avui dia, però, existeixen evidències que l'associen amb casos de febre aneruptiva, meningitis subaguda i mort sobtada d'origen cardíac per perimiocarditis. S'ignora si afecta els animals de companyia o si aquests poden ser reservoris seus o no.
La primera infecció per Rickettsia sibirica subsp. mongolitimonae fou descrita a França l'any 1966 i de llavors ençà a Europa s'han descrit molt pocs casos. Acostuma a produir una limfangitis característica, sent el xoc sèptic una complicació excepcional.
Rickettsia felis és un patogen emergent que té el seu reservori en la puça del gat (Ctenocephalides felis), la qual també actua com a vector infecciós principal. Provoca un important nombre de processos febrils arreu del món, sobretot a l'Àfrica. R. felis ha estat identificat en alguns casos de meningoencefalitis aguda amb curs funest.
L'espècie Rickettsia africae és endèmica a l'Àfrica subsahariana, equatorial i del sud i al Carib oriental. Les paparres del bestiar Amblyomma hebraeum i Amblyomma variegatum són alhora reservori i vector de l'espècie, sent els éssers humans hostes accidentals. Quasi el 70% de les infeccions per aquest paràsit es deuen a mossegades d'A. hebraeum relacionades amb treballs agrícoles. No obstant això, les seves infeccions representen una de les rickettsiosis més comunes detectades en els viatgers que retornen de zones altament endèmiques.
L'espècie cosmopolita transmesa per puces Rickettsia asembonensis comparteix vector i una considerable similitud genètica amb R. felis. Fou tipificada com a nova fa pocs anys i són pocs ara per ara els estudis sobre la seva patogenicitat.
Rickettsia japonica és la causa de la febre maculosa japonesa.
Determinats bacteris del gènere estan associats a malalties de les plantes. En aquests casos, les rickèttsies acostumen a interactuar en els artròpodes hostes de forma simbiòtica amb virus fitopatògens. És coneguda la presència de rickèttsies en artròpodes que no s'alimenten de sang, com ara les vespes i en particular aquelles espècies que pertanyen a la família dels eulòfids. Si bé algunes rickèttsies funcionen com a simbionts nutricionals primaris, moduladors de la reproducció de l'hoste i patògens vectoritzats per insectes de diversos vegetals, el paper que juguen en la gran majoria dels hostes d'aquest tipus és desconegut.

## Patogènesi
En humans, la patogènesi comuna a totes les rickettsiosis consisteix en una vasculitis de petits vasos per infecció directa de les cèl·lules endotelials amb infiltrat limfohistiocitari perivascular, que produeix múltiples focus de vasculitis multisistèmica. Les rickèttsies, al contactar amb les cèl·lules endotelials indueixen la seva pròpia fagocitosi i una vegada dins del citosol escapen del fagosoma i proliferen per fissió binària simple. Després són expulsades per exocitosi i segueixen infectant les cèl·lules adjacents. La infecció s'inicia en la zona d'inoculació i s'estén cèl·lula a cèl·lula i per mitjà de la circulació venosa. Segons sigui la distribució predominant de les rickèttsies en el cos es poden produir pneumonitis intersticials, miopericarditis, lesions vasculítiques cutànies (el clàssic exantema), neuritis òptica, infart cerebral, meningitis limfocitària (asèptica) i diferents graus d'afectació hepàtica, renal i gastrointestinal que varien en funció de l'estat immunitari de la persona i la virulència del bacteri responsable de la infecció. Una de les principals conseqüències del dany endotelial és l'augment de la permeabilitat capil·lar, fet que pot desencadenar edema, hipotensió i xoc distributiu, hipoalbuminèmia i insuficiència prerenal secundària, necrosi tubular aguda o inclús xoc sèptic. És relativament freqüent el consum de plaquetes i la subsegüent trombopènia, encara que el desenvolupament de fenòmens hemorràgics i coagulació intravascular disseminada és rar.
Las principals manifestacions clíniques de les rickettsiosis són febre, cefalea, dolors musculars, confusió mental, vòmits i anorexia. Amb menys freqüència apareixen abdominàlgies, diarrees i tos. Poques vegades, aquestes parasitosis debuten amb una purpura fulminans o una crisi epilèptica de naturalesa secundària. L'exantema afecta el 90% de les persones infectades de forma diversa. Pot ser inicialment eritematós i macular, i posteriorment transformar-se en maculopapular i petequial. Les infeccions per rickèttsies són una possible patologia atípica a considerar a l'hora de fer el diagnòstic diferencial de la malaltia de Buerger o de la pielonefritis aguda, per exemple.
A efectes classificatoris, les rickettsiosis es divideixen en dos grans grups: el de les febres exantemàtiques/maculoses i el de les febres tífiques, sent la patogènesi de totes elles molt similar. Dependent del àrea geogràfica i del tipus de vectors i hostes, les diferents espècies dels dos grups s'han adaptat a nínxols ecològics molt dispars.